# 圣纳泽尔德拉达雷
圣纳泽尔德拉达雷（法語：Saint-Nazaire-de-Ladarez）是法国埃罗省的一个市镇，属于贝济耶区（Béziers）米尔维耶莱贝济耶县（Murviel-lès-Béziers）。该市镇总面积28.27平方公里，2009年时的人口为341人。

## 人口
圣纳泽尔德拉达雷人口变化图示